# 20010 Tomfrench
20010 Tomfrench è un asteroide della fascia principale. Scoperto nel 1991, presenta un'orbita caratterizzata da un semiasse maggiore pari a 2,466583 UA e da un'eccentricità di 0,176689, inclinata di 4,147499° rispetto all'eclittica.